# Ada Colangeli
Ada Colangeli (* 5. März 1913 in Rom; † 29. Februar 1992 ebenda) war eine italienische Schauspielerin.

## Leben
Colangeli spielte zwischen 1939 und 1958 in rund fünfzig Filmen kleine und kleinste Rollen, in denen die kleine, zurückhaltende Darstellerin von Regisseuren wie Mario Camerini, Luigi Zampa, Luigi Comencini, Federico Fellini, Luciano Emmer oder häufig Alessandro Blasetti, mit dem sie befreundet war und als Vertraute galt, als hinterhältige Städterin, ängstliche Mutter, neugierige und aufdringliche Nachbarin, dienstbarer Geist oder einfach als Frau aus dem Volk eingesetzt wurde, was sie mit Professionalität und präzisen Interpretationen ausfüllte. Ihre Signora Fidalma, allwissend und geschwätzig, in Carlo Lizzanis Chronik armer Liebesleute, war ihre wohl bekannteste Rolle.

## Filmografie (Auswahl)
- 1939: Der Kavalier mit der Maske (Un'avventura di Salvator Rosa)
- 1942: Lüge einer Sommernacht (4 passi fra le nuvole)
- 1949: Die Braut kann nicht warten (La sposa non può attendere)
- 1952: Stadt ohne Moral (Processo alla città)
- 1953: Männer ohne Tränen (La voce del silenzio)
- 1954: Chronik armer Liebesleute (Cronache di poveri amanti)
- 1954: Die freudlose Straße (La romana)
- 1957: Vater, wir wollen heiraten (Ragazze d'oggi)
- 1958: Dieb hin, Dieb her (Ladro lui, ladra lei)